# Harold Cogger
Harold (Hal) Cogger (4 de maio de 1935 (89 anos)) é um herpetólogo australiano. Foi o curador de anfíbios e répteis no Australian Museum de 1960 até 1975, e diretor adjunto de 1976 até 1995. Tem várias obras falando da herpetofauna australiana e foi o primeiro autor a criar um guia de campo para todos os anfíbios e répteis australianos.

## Publicações
- (1983). Reptiles and Amphibians of Australia, Revised Edition. Sydney: AH & AW Reed. 606 pp. ISBN 0-589-50356-1 [1979 em diante]. (em inglês)
- (2014). Reptiles and Amphibians of Australia, Seventh Edition. CSIRO Publishing, Melbourne. ISBN 9780643100350. (em inglês)